# La decente
La decente es una obra de teatro de Miguel Mihura estrenada en 1967.

## Argumento
Nuria y Roberto se conocieron a raíz de un espectacular accidente de aviación. Rescatados por las fuerzas de salvamento y socorrismo, cada cual parte hacia su propio destino, pero al pasar el tiempo vuelven a reunirse. En una visita de Nuria a Roberto, ella le dice que lo ama, pero, como es muy decente y está casada, tal amor es imposible a no ser que muera su marido, cosa bastante improbable ya que goza de buena salud. El verdadero motivo de la visita de Nuria a Roberto es que ella quiere que él mate a su marido. Roberto, espantado, se niega; pero inexplicablemente, a la mañana siguiente, el marido de Nuria aparece muerto. El inspector Miranda considera como sospechosos a Roberto, a Nuria (que, por supuesto, tiene una sólida coartada) y a Pepe, que estuvo enamorado de Nuria. El inspector también sospecha de una criada, de uno que fue ladrón y está fichado por la policía, de una muchacha llamada Paloma a la que acompaña su amigo Pepe... y dispone también de muchas pistas que pueden llevar al esclarecimiento del crimen.

## Representaciones destacadas
- Teatro (estreno, 1967). Intérpretes: Elena María Tejeiro, Manolo Gómez Bur, Rafaela Aparicio, Fernando Delgado, Ángel Cabeza, Mari Carmen Duque.

- Cine (1971). La decente. Dirección: José Luis Sáenz de Heredia. Intérpretes: Concha Velasco (Nuria), Alfredo Landa (inspector Miranda), José Luis López Vázquez (Roberto Clavijo), Fernando Guillén (Pepe Orozco), Josele Román (Paloma), Julia Caba Alba (María).

- Televisión (29 de marzo de 1976, en el espacio de TVE Estudio 1). Intérpretes: Julia Martínez, Manolo Gómez Bur, Paca Gabaldón, Fernando Delgado, Jesús Guzmán.

- Teatro (1977). Intérpretes: Mercedes Alonso, Joaquín Embid, Ricardo Acero.

- Teatro (1988). Intérpretes: Mary Paz Pondal, Vicente Parra, Lola Lemos, José María Escuer, José Albiach, Marta Álvarez.

- Televisión (1989, en el espacio de TVE Primera función). Intérpretes: María Luisa Merlo, Fernando Guillén, Francisco Piquer, Aurora Redondo, Mónica Cano.

- Teatro (2005). Dirección: Manuel Canseco. Intérpretes: Julia Trujillo, Luis Varela, Paco Racionero, Cristina Palomo, Juan Carlos Talavera y Cristina Juan.[2]

- Teatro (2008). Dirección: Gustavo Pérez Puig. Intérpretes: Victoria Vera, Manuel Galiana, Ana María Vidal, Juan Calot, Antonia Paso y Andrés Arenas.